# 激走!GT
『激走!GT』（げきそう!ジーティー）は、テレビ東京系列局ほかで放送されていた、SUPER GT関連の情報を中心とするモータースポーツ・自動車関連の情報番組。テレビ東京とPROTXの共同製作。通称「激G」。
SUPER GTを専門に取り扱う地上波唯一の番組として2003年4月2日に放送を開始し、2010年3月28日までの7年間にわたって放送されていた。全357回。

## 略歴・概要
SUPER GTの前身である全日本GT選手権が始まった1994年当時から、テレビ東京はGTレースの模様をダイジェストで放送していた。この当時は土曜 16:00 - 17:15での不定期放送だった。1998年 - 2000年には、元レースクイーンの村上若子がリポーターとしてレギュラー出演していた。
2001年4月から『GTに行こう!』というタイトルとなり、月一回（レース開催月の日曜日の夕方）放送された。この番組では、それまでのレース中継録画の形式から一転し、メインMCにヒロミを起用するなど、バラエティに富んだ内容で放送。この時から制作がテレビ東京スポーツ局からテレビ東京系の番組制作会社であるPROTXに変更され、後の激走！GTの制作母体となる。2002年には『激走!GTバトル』というタイトルに変更し、当時テレビ東京入社3年目だった龍田梨恵をリポーターに起用した。バラエティー色を払拭し、マシンの性能、ドライバー、チームの戦略等のレースの裏側に焦点を当てた構成に変更された。
2003年4月からは、それまでの月一回の特番放送の形式から、毎週放送のレギュラー番組として、タイトルも『激走！GT』となる。レギュラー出演者として、龍田梨恵に加えてテレビ東京アナウンサー小島秀公、そして初代激Gリポーターとして鮎河ナオミが起用され、新たな装いで放送を開始した。
初期には『激走!GT 2003』や『激走!GT 2004』とタイトルに西暦を冠していたこともある。放送開始から半年間は深夜枠での放送で、放送時間はネット局ごとに異なっていたが、半年後に日曜 17:30 - 18:00 （日本標準時、以下同）へ移動。これ以後はテレビ東京系全国同時ネットで放送されるようになった。
シーズン中には予選速報、GT500クラス決勝、GT300クラス決勝を繰り返し放送し、レースの間隔が空いた際やシーズンオフには新車インプレッションやドライバー同士の対談などを放送していた。また、東京モーターショーや東京オートサロンなど各種イベントの取材を行ったり、GT以外の情報も取り扱ったりしていた。
2007年8月には番組開始以来最高視聴率である5.3%(関東地区ビデオリサーチ）を記録した。テレビ東京の同時間帯でのこれまでの最高視聴率は2002年に放送された「キャプテン翼」の5.4%であった。2009年にはフォーミュラ・ニッポンの情報も放送。
2010年からフジテレビ（BSデジタル放送ではBSフジ）で『フジテレビ スーパーGTコンプリート』の放送が開始されることになり、同年3月28日の放送をもって激走!GTは7年間の歴史に幕を下ろした。最後の2回では番組の総集編を放送した。
2011年3月に上記『フジテレビスーパーGTコンプリート』が終了する事に伴い、同年4月より『激走！GT』と同じ制作スタッフにより『SUPER GT+』として再びテレビ東京でのレギュラー放送が開始された。

## 出演者

### 最終出演者
有村実樹
2009年3月22日から登場した7代目激Gリポーター。ファッションモデル出身者の起用はJOSI以来となった。
さがゆりこ
後述の龍田梨恵に替わってサブ司会を担当。
土屋圭市
現役時代から番組に不定期出演していたが、番組が日曜夕方枠へ移動すると同時にレギュラーに昇格。番組全期を通して出演し続けた。
小島秀公（テレビ東京アナウンサー）
2004年度から出演。
須黒清華（テレビ東京アナウンサー）
入社3か月後の2007年8月5日放送分（GT第4戦・SUGO）で初登場し、以来準レギュラーを務めていた。
佐藤政道（ナレーター）

### 激Gリポーター
番組の象徴的存在である激Gリポーターは、1年交代で注目の女性モデル・タレントが担当していた。歴代のリポーターは以下の通り。
鮎河ナオミ
初代・2003年4月2日 - 2004年3月28日
初代司会者。語学が堪能であり、龍田梨恵との絶妙なコンビネーションで本番組の基礎を築いた。
安田美沙子
2代目・2004年4月4日 - 2005年3月27日
既にグラビアアイドルとして注目の的だった彼女は、この番組をきっかけにステップアップ。新車インプレッションなどのあらゆる企画にも体当たりで挑み、タレントとしての人気を決定付けた。この年から小島秀公が加入。「激!Gレースクイーン」や「美沙子のサーキットグルメ」といったコーナーもあった。
浅見れいな
3代目・2005年4月3日 - 2006年3月12日
就任直後に龍田梨恵がテレビ東京を退社し、一時番組を降板。龍田はのちに浅見と同じレプロエンタテインメントに所属することになる。
山岸舞彩
4代目・2006年3月19日 - 2007年3月11日
東レのキャンペーンガールとしてデビューした彼女が、初めてテレビレギュラーを獲得したのがこの番組で、これを機にタレント・キャスター業に本格進出した。
JOSI
5代目・2007年3月18日 - 2008年3月2日 ※出演は2月24日まで
川村ゆきえ
6代目・2008年3月9日 - 2009年3月15日 ※出演は3月8日まで
グラビアアイドルとして既に安定した人気を保っていた彼女は、本番組で新境地を開拓。

### 途中降板した出演者
龍田梨恵
前身番組時代の2002年から長きにわたって番組のアンカーウーマンとして出演し続けていたが、2008年度以降は出演しなかった。三栄書房の『オートスポーツ』で連載を持っていたこともある。
モンキッキー（現・おさる）
2005年10月2日から2007年3月11日まで準レギュラー出演。浅見れいなの後半から山岸舞彩が卒業するまで番組を大いに盛り上げたものの、卒業の挨拶は無かった。
大竹佐知（テレビ東京アナウンサー）
2006年12月3日放送分で初登場。JOSI加入と同時に準レギュラーとなるが、2008年4月から『ウイニング競馬』担当になったのに伴い降板した。
山口五和

## スタッフ

### 番組終了時のスタッフ
太字の人物は『SUPER GT+』も引き続き担当。
- 構成：高橋秀夫、大船知充
- ブレーン：田部靖彦（2&4モータリング社）
- CAM：草柳徹也、小禄義範
- VE：小池弘晋
- 車載：内藤芳実、伊藤輝英
- VTR編集・MA：Twinkle　Land
- 音響効果：川端智之
- タイトルCG：AirCar
- スタイリスト：水嶋由紀子
- メイク：山田かつら
- 番組宣伝：横川秀樹（テレビ東京）
- 制作進行：金山陽一、谷口誠[4]
- ディレクター：白石真也、石塚宏充、川口卓
- 総合演出：志水俊太郎
- プロデューサー：井上貴司（3代目・2009年7月26日以降）
- 協力：GTアソシエイション
- 制作協力：CODE／CHORD.Inc
- 製作：テレビ東京、PROTX

### 途中まで参加していたスタッフ
- 初代プロデューサー：藤平晋太郎（2003年4月 - 2007年7月）
- 2代目プロデューサー：高城泰雄（2007年7月 - 2009年7月）
- 構成：松田敬三
- CAM：原正美
- 音響効果：安原裕人
- 番組宣伝：大城博章 → 松坂忠光 → 圡方真 → 山本薫（テレビ東京）
- 制作アシスタント：八木橋典子 → 山崎かおり
- 制作進行：青木勇人、大竹秀芳
- AD：武川美乃里、朝妻雅裕、吉井孝至
- ディレクター：堀江悟
- プロデューサー：三好元康、上坂勝美（テレテック）
- 制作協力：テレテック

オープニングテーマ
「激走!GT」オープニングテーマ曲:BLOOD on FIRE(AAA)

## エンディングテーマ
番組タイトルロゴが現在のものになった2006年度からエイベックス所属アーティストが1年間エンディング曲を担当していた。
- Good Day Good Time （m.o.v.e、2006年4月 - 2007年3月）
- Systematic Fantasy （m.o.v.e、2007年5月 - 2008年3月）
- Live Your Days （TRF、2008年3月23日 - 2009年3月22日）
- Timeless （Do As Infinity、2009年3月29日 - ）

## 放送局
| 放送対象地域   | 放送局         | 系列           | 放送日時 | 備考                     |
| -------------- | -------------- | -------------- | --- | ------------------------ |
| 関東広域圏     | テレビ東京     | テレビ東京系列 | 水曜 25:30 - 26:00 （2003年4月2日 - 2003年9月24日） 日曜 17:30 - 18:00 （2003年10月5日 - 2010年3月28日）                                                       | 製作局                   |
| 北海道         | テレビ北海道   | テレビ東京系列 | 木曜 25:30 - 26:00 （2003年4月3日 - 2003年9月25日） 日曜 17:30 - 18:00 （2003年10月5日 - 2010年3月28日）                                                       | 1日遅れ → 同時ネット     |
| 愛知県         | テレビ愛知     | テレビ東京系列 | 木曜 25:58 - 26:28 （深夜時代） 日曜 17:30 - 18:00 （2003年10月5日 - 2010年3月28日）                                                                           |                          |
| 大阪府         | テレビ大阪     | テレビ東京系列 | 土曜 26:40 - 27:10 （深夜時代） 日曜 17:30 - 18:00 （2003年10月5日 - 2010年3月28日）                                                                           |                          |
| 岡山県・香川県 | テレビせとうち | テレビ東京系列 | 木曜 25:25 - 25:55 （2003年4月3日 - 2003年9月25日） 日曜 17:30 - 18:00 （2003年10月5日 - 2010年3月28日）                                                       | 1日遅れ → 同時ネット     |
| 福岡県         | TVQ九州放送    | テレビ東京系列 | 土曜 26:55 - 27:25 （深夜時代） 日曜 17:30 - 18:00 （2003年10月5日 - 2010年3月28日）                                                                           |                          |
| 熊本県         | 熊本放送       | TBS系列        | 月曜 25:25 - 25:55 （2008年9月1日 - 2008年9月22日） 月曜 25:29 - 25:59 （2008年9月29日 - 2008年11月10日） 水曜 25:34 - 26:04 （2009年7月8日 - 2009年11月11日） | 不定期放送               |
| 大分県         | 大分放送       | TBS系列        | 金曜 26:40 - 27:10 （2008年9月5日 - 2008年10月31日） |                          |
| 宮崎県         | 宮崎放送       | TBS系列        | 不明 | 不定期放送               |
| 和歌山県       | テレビ和歌山   | 独立UHF局      | 土曜 22:30 - 23:00 （ - 2008年3月29日） 金曜 22:00 - 22:30 （2008年4月4日 - 2008年9月26日）                                                                    | 『激走!GT 2004』から放送 |

このほか、単発番組時代には東日本放送（テレビ朝日系列）、静岡放送（TBS系列）、山口放送（日本テレビ系列）でも遅れネットで放送されていた。なお、さがの出身地である石川県と小島の出身地である新潟県では放送されずに終わった。

## 備考

### スポンサーについて
スポンサーは、SUPER GTの冠スポンサーでもあるオートバックスを筆頭に、トヨタ自動車・日産自動車・本田技研工業・ブリヂストン・ダンロップなど自動車関連企業が多かった。テレビ東京で同一番組に2社以上の自動車メーカーがスポンサーとなっている番組は、本番組と『世界ラリー選手権』（不定期単発）のみである。

このほか、スポンサーとしてはクレジットされていなかったが、SUPER GTの運営母体であるGTアソシエイション (GTA) 自身も番組制作費を一部負担していることが、2007年3月に表面化したGTAの債務超過問題の際に明らかにされている。
2010年1月3日にはレギュラー放送としては唯一となった1時間スペシャルが13:30 - 14:30に放送されたが、同特番はテレビ東京とテレビ北海道のみでの放送で、スポンサーはローカルセールスとなった。

### その他
番組内で使われたレーシングスーツは、右胸部分の『激走!GT』ロゴの刺繍部分をテレビ東京のマークに差し替えた上でD1グランプリ『TOKYO DRIFT inお台場』で引き続き使われた。フジテレビでの中継には本番組に出演していた人物が多く出演し、小島も解説を務めていた。なお、小島は現在放送中の『SUPER GT+』にもレギュラー出演していたが、わずか1年で降板した。2017年のスーパーGT開幕前に、中尾明慶がケガしてこれず、代役を務めた。